# 梅勒赖
梅勒赖（法語：Melleray，法語發音：[mɛlʁɛ]）是法国萨尔特省的一个市镇，属于马梅尔斯区。

## 地理
梅勒赖（48°5'56"N, 0°48'1"E）面积25.9 平方千米，位于法国卢瓦尔河地区大区萨尔特省，该省份为法国西北部内陆省份，北起顺时针与奥恩省、厄尔-卢瓦省、卢瓦-谢尔省、安德尔-卢瓦尔省、曼恩-卢瓦尔省和马耶讷省接壤，是法国大西部的入口，连接卢瓦尔河谷、布列塔尼和巴黎盆地。
与梅勒赖接壤的市镇（或旧市镇、城区）包括：沙佩勒纪尧姆、勒普莱西多兰、维布赖、尚普龙、蒙米拉伊、库埃特龙欧佩什。

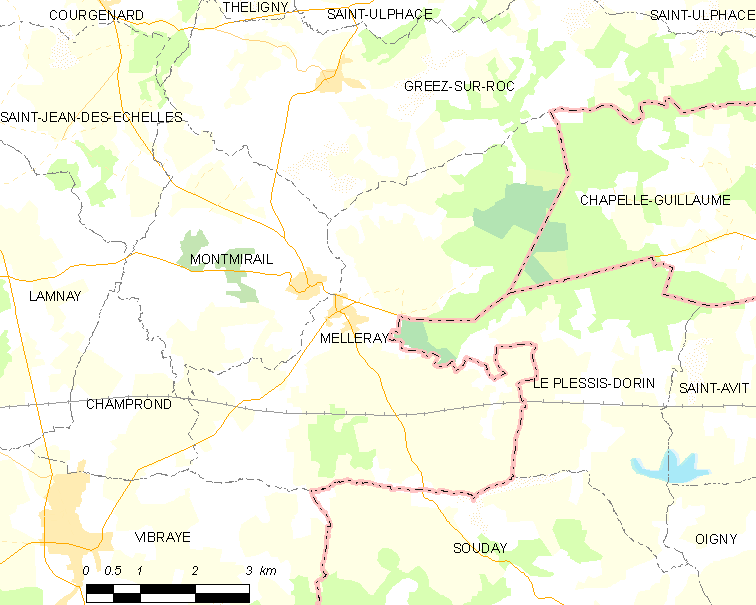
梅勒赖的OSM定位图

梅勒赖的时区为UTC+01:00、UTC+02:00（夏令时）。

## 行政
梅勒赖的邮政编码为72320，INSEE市镇编码为72193。

## 政治
梅勒赖所属的省级选区为圣卡莱县。

## 人口

1962-2008年间梅勒赖人口变化图示

梅勒赖于2022年1月1日时的人口数量为446人。